# Равич (гміна)
Гміна Равич (пол. Gmina Rawicz) — місько-сільська гміна у північно-західній Польщі. Належить до Равицького повіту Великопольського воєводства.
Станом на 31 грудня 2011 у гміні проживало 30216 осіб.

## Територія
Згідно з даними за 2007 рік площа гміни становила 133.64 км², у тому числі:
- орні землі: 74.00%
- ліси: 17.00%

Таким чином, площа гміни становить 24.16% площі повіту.

## Населення
Станом на 31 грудня 2011:
| Опис     | Загалом | Загалом | Чоловіки | Чоловіки | Жінки | Жінки |
| -------- | ------- | ------- | -------- | -------- | ----- | ----- |
| одиниця  | осіб    | %       | осіб     | %        | осіб  | %     |
| все      | 30216   | 100     | 14548    | 48.15    | 15668 | 51.85 |
| міське   | 21114   | 100     | 10026    | 47.49    | 11088 | 52.51 |
| сільське | 9102    | 100     | 4522     | 49.68    | 4580  | 50.32 |

## Сусідні гміни
Гміна Равич межує з такими гмінами: Бояново, Вонсош, Жміґруд, Мейська Ґурка, Мілич, Пакослав.